# Urban Forum Egon Matzner-Institut für Stadtforschung
Das Urban Forum, mit vollständigem Namen Urban Forum Egon Matzner-Institut für Stadtforschung, ist eine überparteiliche Non-Profit-/ Non-governmental organization, die sich mit dem Lebensraum der Zukunft, den Städten, inhaltlich und analytisch auseinandersetzt.
Vereinssitz und Gewerbestandort befinden sich in Wien, die Büroadresse in Wiener Neustadt.

## Geschichte
Urban Forum - Egon Matzner-Institut für Stadtforschung wurde 2013 vom Bürgermeister und Landeshauptmann der Stadt Wien, Michael Häupl und dem Bürgermeister der Stadt Wiener Neustadt, Bernhard Müller vereinsrechtlich gegründet. Seit 2015 wird dieses als Institut geführt. Seit 2018 gibt es mit der Urban Future Edition auch einen eigenen Verlag. Namensgeber ist der österreichische Volkswirtschaftler und Finanzwissenschaftler Egon Matzner.

## Zweck
Ziel war und ist es dabei, den Österreichischen Städtebund, als in der Verfassung verankerte Interessenvertretung der Städte und größeren Gemeinden, bei seiner Arbeit – insbesondere durch projektbezogene Veranstaltungen, Publikationen und mittels Forschung – zu unterstützen. Urban Forum ist außerordentliches Mitglied des Österreichischen Städtebundes, Mitglied der Urban Plattform Danube Region (PA Area10) und kooperiert mit nationalen sowie internationalen Hochschulen. Ein offizieller Partner sind beispielsweise die Industriellenvereinigung, die Arbeiterkammer, mehrere österreichische Städte, aber auch European Union Project Innovation Center (EUPIC) in Chengdu VR China. Neben dem Vereinsvorstand, dem als Obfrau die ehemalige Spitzendiplomatin Gabriele Matzner-Holzer, vorsteht, gibt es ein beratendes Kuratorium, an dessen Spitze der ehemalige Bürgermeister von Wien und langjährige Präsident des Städtebundes Michael Häupl steht. Generalsekretär des Instituts und gewerberechtlicher Geschäftsführer des Verlags ist seit der jeweiligen Gründung Bernhard Müller.

## Urban Future Edition
Urban Future Edition ist ein Verlag, um Publikationen zu stadtforschungsrelevanten und kommunalwissenschaftlichen Themen sowie zum Bereich Public Management strategisch und gezielt veröffentlichen zu können. Dabei sollen auch wissenschaftlich noch wenig beleuchtete Aspekte von Urbanität und Stadtentwicklung bewusst aufgegriffen werden. Internationalität und ein Denken in Regionen stellen für Urban Forum und damit auch für die Urban Future Edition einen wesentlichen Eckpfeiler des Handelns dar. Der Verlag möchte aber auch seinem selbst gestellten Kulturauftrag nachkommen und anlassbezogen Bücher abseits der vorstehend angeführten Themenfelder herausbringen.

## Organe
Das Urban Forum - Egon Matzner-Institut für Stadtforschung ist österreichweit organisiert.
- Obmann: Michael Häupl
- Obfrau-Stellvertreter: Thomas Weninger (Generalsekretär: Österreichischer Städtebund)
- Generalsekretär: Bernhard Müller
- Leitung Marketing & PR/Kassier: Anita Oberhofer
- Schriftführer: Johannes Schmid
- Schriftführer-Stellvertreterin: Alexandra Schantl
- Rechnungsprüfer: Detlef Wimmer
- Rechnungsprüfer-Stellvertreter: Martin Margulies
- Rechnungsprüfer-Stellvertreter: Christoph Appler
- Rechnungsprüfer-Stellvertreter: Tanja Wehsely
- Rechnungsprüfer-Stellvertreter: Julia Seidl

Beisitzer des Vorstandes:
- Christoph Andlinger
- Alfred Hödl
- Gerald Fröhlich
- Walter Peer